# اچ‌ام‌اس ادوایس (۱۷۱۲)
اچ‌ام‌اس ادوایس (۱۷۱۲) (به انگلیسی: HMS Advice (1712)) یک کشتی بود که طول آن ۱۳۰ فوت (۳۹٫۶ متر) بود.